# Otto IV. (Waldeck)
Otto IV. von Waldeck zu Landau (* um 1440; † 14. Oktober 1495 auf der Wetterburg bei Arolsen) war der dritte und letzte regierende Graf der seit 1387 bestehenden sogenannten „älteren Landauer Linie“ des Hauses Waldeck.  Er war ein Enkel des Grafen Adolf III. von Waldeck († 1431), des Begründers der älteren Landauer Linie, und der dritte und einzig überlebende Sohn des Grafen Otto III. von Waldeck († 1458/59) und dessen Frau Anna von Oldenburg († 1438(?)); seine älteren Brüder Johann und Heinrich waren bereits zwischen 1431 und 1438 unvermählt und ohne Nachkommen verstorben.

## Leben
Otto residierte im Schloss Landau in Landau. Er war in eine Anzahl kriegerischer Auseinandersetzungen verwickelt. Otto IV. unterstützte den Landgrafen Ludwig II. von Hessen bei dessen Strafzügen gegen die Hansestadt Einbeck im Jahre 1461 und 1479 und gegen die kölnische Stadt Volkmarsen im Jahre 1476. In den Jahren 1464 bis 1471 stand Otto auf der Seite des Landgrafen in der Hessen-Paderbornischen Fehde mit Bischof Simon III. von Paderborn. Dabei kämpfte Otto insbesondere im Jahre 1469 gegen den Bruder des Bischofs, Bernhard von der Lippe, nachdem dieser in waldeckisches Gebiet eingefallen war.
Im Jahre 1474 war er aufs Neue mit Bischof Simon III. von Paderborn in kriegerische Auseinandersetzungen verwickelt. Die Paderborner hatten im Waldecker Land gewüstet, und Otto marschierte im Gegenzug nach Lichtenau, eroberte die Stadt, und zog mit beträchtlicher Beute und einer Anzahl Gefangener wieder ab. Bischof Simon rief daraufhin wiederum seinen Bruder Bernhard zu Hilfe, der am 1. Februar 1475 mit einem erheblichen Aufgebot die waldeckische Stadt Mengeringhausen belagerte; mit Bernhard befanden sich u. a. Graf Johann I. von Rietberg und die Grafen und Herren von Hoya, Schauenburg und Diepholz. Otto eilte mit seinen Leuten der Stadt zu Hilfe. Seinem 75-jährigen Verwandten Wolrad von Waldeck gelang es jedoch, Bischof Simon im feindlichen Lager aufzusuchen und zu einem Vergleich zu bewegen, sodass die Belagerung aufgehoben und die Fehde beendet wurde.
Noch im gleichen Jahr 1475 geriet Otto in eine Fehde mit Johann I. von Rietberg und dessen Verbündeten, die die kleine Stadt Rhoden überfielen und Gefangene und Vieh mitnahmen. Otto verbündete sich daraufhin mit der Stadt Korbach, fiel am Pfingstmontag 1476 mit Schwert und Feuer in das Dorf Erwitte und benachbarte Ortschaften ein, und zog mit reicher Beute wieder heim. Im Jahre 1482 bestritt Otto eine Fehde mit Johann, Gottschalk und Heinrich von Harthausen und deren Verbündeten aus dem westfälischen Adel sowie eine andere mit Stephan von der Malsburg, und 1484 stand er in Fehde mit Philipp von Urff und Eberhard Schenk zu Schweinsberg.
Otto ist auch dafür bekannt, dass er die in seinem Herrschaftsbereich liegenden Klöster reformieren ließ, um dem dort sichtbar gewordenen Sittenverfall Einhalt zu bieten:
- Im verarmten Frauenstift Volkhardinghausen führte er von 1461 bis 1469 eine grundlegende Reform durch, übergab es 1465 den Augustiner-Chorherren und veranlasste seinen Anschluss an die Windesheimer Kongregation. Aus dem selbst erst kurz zuvor reformierten Kloster Möllenbeck kamen die neuen Augustiner-Chorherren und das Kloster erlebte noch einmal eine neue Blütezeit.[4]
- Im Jahre 1487 riefen Otto IV. und seine Verwandten Philipp II. von Waldeck-Eisenberg und Heinrich VIII. von Waldeck-Wildungen mit päpstlicher Genehmigung die Franziskaner-Observanten nach Korbach, um dort ein Kloster zu begründen.
- Im Jahre 1492 übergab Otto IV. das Kloster Aroldessen an die Antonitermönche von Grünberg (Hessen), was zum schnellen Aufschwung des Klosters führte.

## Familie
Otto heiratete am 17. Januar 1464 Mechthild (Metha) von Neuenahr, die aber schon im folgenden Jahr starb. Daraufhin heiratete er noch 1465 Elisabeth von Tecklenburg († um 1499). Mit dieser hatte er ein Kind, die Tochter Eva (* 1466), die mit dem Grafen Bernhard von der Lippe verlobt war, aber noch vor der Heirat im Jahre 1489 auf der Burg Brobeck an der Pest verstarb und im Kloster Aroldessen beigesetzt wurde.
Mit Anna von Hohenfels hatte er einen unehelichen Sohn, Arndt, dem er in seinem Testament 300 Goldgulden vermachte.

## Tod
Otto IV. von Waldeck starb am 14. Oktober 1495 auf der Wetterburg. Seine Grabplatte befindet sich in der Klosterkapelle in Volkhardinghausen. Mit ihm erlosch die ältere Landauer Linie des Hauses Waldeck, und seine Grafschaft fiel an seine Verwandten Philipp II. von Waldeck-Eisenberg und Heinrich VI. von Waldeck-Wildungen, die sie unter sich aufteilten. Philipp II. bekam zusätzlich die Geldsumme, die Otto pfandweise auf der Burg Schöneberg und dem Amt Hofgeismar stehen hatte, mit der Verpflichtung, damit das verpfändete Dorf Ehringen einzulösen. In seinem am 11. Oktober 1495 verfassten Testament verfügte Otto außerdem, dass dem Kloster Volkhardinghausen 100 Goldgulden von seinem Silbergerät zu geben seien, dem Observantenkloster in Korbach 100 Goldgulden zum Kirchenbau, seinem Kanzler Volmar Lösten 25 Goldgulden, und der Mutter seines unehelichen Sohnes, Anna von Hohenfels, 80 Goldgulden. Seiner Gemahlin Elisabeth vermachte er die Wetterburg als Witwensitz.